# Берестовий гідрологічний заказник
Гідрологічний заказник «Берестови́й» — об'єкт природно-заповідного фонду Харківської області, гідрологічний заказник місцевого значення.
Розташований на території двох районів Харківської області — у Нововодолазькому (43,4 га) біля села Охоче та в Зміївському (44,1 га) біля села Таранівка й у Таранівському лісництві (квартал 97, ділянки 5, 6) Зміївського держлісгоспу.
Загальна площа — 87,5 га.
Заказник утворений рішенням Харківської обласної ради від 17 листопада 1998 року.
Відповідальні за охорону — СЗАТ «Охоче» (43,4 га), ВАТ «Таранівка» (26,6 га), Зміївський держлісгосп (17,5 га).

## Опис
Заказник розташований між селами Охоче та Таранівка на місці формування витоку річки Берестова, де зростає різноманітна природна рослинність, яка захищає витоки від руйнування та забруднення.
Положення в системі природно-ландшафтного районування — яружно-балкова система північно-степових височинних рівнин східноєвропейських рівнинних ландшафтів.
Категорії земель:
- сіножаті — 10,0 га;
- пасовища — 39,4 га;
- ліси — 17,5 га;
- болота — 14,0 га;
- водний фонд — 6,6 га.

Ґрунти типові в різній мірі змиті на схилах, чорноземно-лучні, лучні та лучно-болотні ґрунти на дні.
У заказнику зберігаються понад 200 видів рослин.
Переважаючі угрупування в найбільш поширених типах рослинності:
- на заболочених ділянках: хвощово-живокістово-частухові, рогозово-осокові, очеретово-осокові, пасльоново-рогозові, хвощово-осоково-кропивні;
- на менш зволожених ділянках: китниково-геранієво-кропивні, хвощово-геранієво-злакові, злаково-щавелеві;
- на схилах: злаково-різнотравні, типчаково-деревієві-полинові, пирійно-полинно-чебрецеві.

Види цінних лікарських та декоративних рослин: чебрець Маршаллів (Thymus marschallianus), деревій майже звичайний (Achillea submillefolium), цмин пісковий (Helichrysum arenarium), кульбаба лікарська (Taraxacum officinale), грицики звичайні (Capsella bursa-pastoris L.), спаржа лікарська (Asparagus officinalis), щавель кінський (Rumex confertus), живокіст лікарський (Symphytum officinale).
Ентомологічна фауна заказника налічує понад 200 видів комах. До об'єктів збереження належать болотні, еврибіонтні, лучні групи комах, на степових схилах — степові види комах.

## Заповідний режим
Мета створення заказника:
- збереження цінної природної рослинності, яка сприяє формуванню поверхневого та підземного водотоку і позитивно впливає на гідрологічний режим витоків річки Берестова;
- підтримка загального екологічного балансу та забезпечення фонового моніторингу довкілля;
- проведення науково-дослідної та навчально-виховної роботи.

На заповідній території забороняється:
- проведення такої господарської діяльності, яка може спричинити шкоду заповідному об'єкту та порушити екологічну рівновагу;
- самочинна зміна меж, зміна охоронного режиму, забруднення території;
- будь-яке порушення гідрологічного режиму витоку річки Берестова;
- меліоративні роботи, геологорозвідування, розорювання земель, розробка всіх видів копалин, будь-яке порушення ґрунтового покриву;
- знищення та заміна видового складу рослинності;
- заготівля лікарських рослин та технічної сировини;
- збір рідкісних та занесених до Червоної книги України видів рослин, їх квітів і плодів;
- використання хімічних речовин для боротьби зі шкідниками та хворобами рослин;
- зберігання на території заказника (та в двокілометровій зоні навкруги) всіх видів пестицидів та агрохімікатів;
- заготівля соків, живців, другорядних лісових матеріалів;
- організація місць відпочинку, розведення вогнищ;
- відвідування території заказника в період розмноження тварин і вигодівлі молоді (з травня до липня);
- прохід та проїзд автотранспорту через територію заказника поза межами доріг, стежок.
- будь-яке порушення природного стану водойм: поглиблення русел, зміна структури та конфігурації берегової лінії;
- збір води в межах заказника для потреб промислових та сільськогосподарських підприємств, комунальних потреб;
- скид у водойми неочищених стічних вод підприємств, відходів виробництва;
- розведення товарної риби;
- інші види робіт, що можуть привести до порушення природних зв'язків та природних процесів, втрати наукової, господарської, естетичної цінності природного комплексу заказника.

Дозволяється на території заказника:
- виконання санітарно-оздоровчих заходів в лісництві за погодженням із держуправлінням екобезпеки в Харківській області;
- мисливство згідно з чинним законодавством;
- систематичні спостереження за станом природного комплексу;
- проведення комплексних досліджень;
- проведення екологічної освітньо-виховної роботи.

Земельні ділянки для заготівлі сіна та випасання худоби на території заказника визначаються на підставі спеціальних обстежень та експертної оцінки зоологів та ботаніків.